# Край Височина
Край Височина (чеськ. Kraj Vysočina; до травня 2001 року Їглавський край, до липня 2011 — просто Височина) — адміністративна одиниця (край), одна з 14-ти вищих (1-го рівня) одиниць органів місцевого самоврядування Чехії. Розташований у південно-східній частині історичної області Богемія і частково на південному заході Моравії. Адміністративний центр краю — місто Їглава.

## Географія

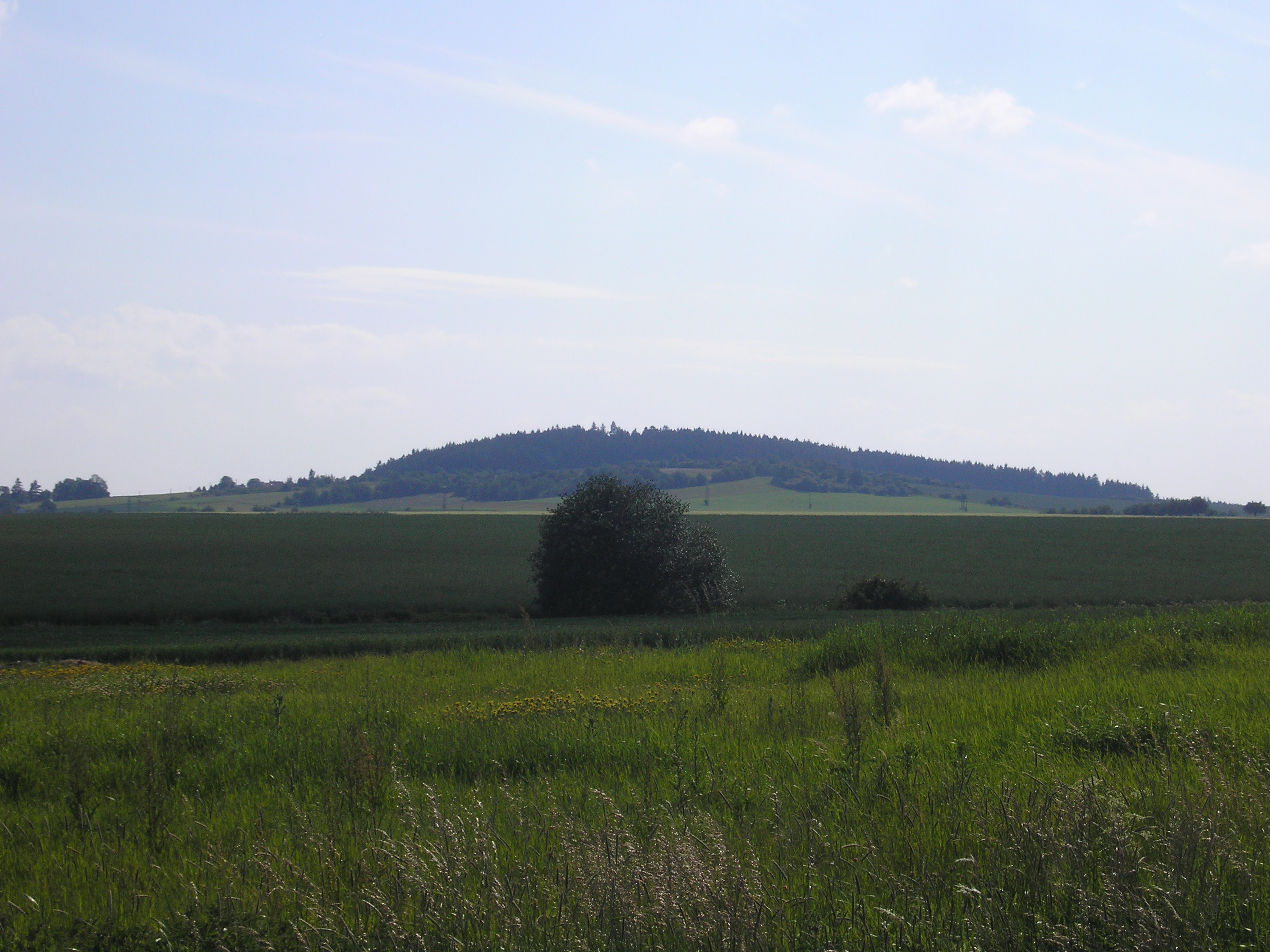
Околиці села Микуловиці

Край розташований на півдні країни. На півночі — північному-сходмежує з Пардубицьким краєм, на південному заході та заході — з Південночеським краєм, на північно-західному — з Центральночеським краєм. Крайня південна дочка кордону краю лежить за 5 км від кордону з Австріє..
За часів Австро-Угорщини, поблизу гори Мелехов, у західній частині округу Гавличкув-Брод був відзначений один із символічних центрів Європи. Детальніша інформація про причину встановлення центру в цьому місці відсутня.
Край Височина має гористий рельєф. Практично весь регіон лежить у Чесько-Моравській височині. Найвища точка краю — гора Яворжиці висотою 837 м над рівнем моря.
Границя морського вододілу тягнеться з північного сходу на південний захід і ділить край на дві майже рівні частини. Територією краю протікають такі річки, як Сазава — права притока Влтави — басейн Лаби → Північне море, Ослава — ліва притока річки Їглави, Їглава — ліва притока Диє, Диє — права притока Морави — всі річки басейну Дунай → Чорне море.

## Населення
У краї налічується 704 населених пунктів (2011): У тому числі 34 міста, 39 смт, та 631 село, в яких проживає 512 727 мешканців (станом на (26 березня 2011) року). На один населений пункт у середньому припадає 728 осіб, більшість населених пунктів мають не більше 500 жителів.. Середня щільність населення краю нижче середньої по країні (Чехія — 130 осіб на км²) і становить — 75 осіб на км². Найвища щільність у місті Тршебич (657), найнижча — в окрузі Пельгржимов (56). За цими показниками край займає 10-те місце за кількістю населення з усіх 13-ти країв республіки та столиці.
| Роки            | 1961    | 1970    | 1980    | 1991    | 2001    | 2010    | 2011    |
| --------------- | ------- | ------- | ------- | ------- | ------- | ------- | ------- |
| Населення, осіб | 481 045 | 486 571 | 508 868 | 513 740 | 512 143 | 515 864 | 512 727 |

## Адміністративний поділ

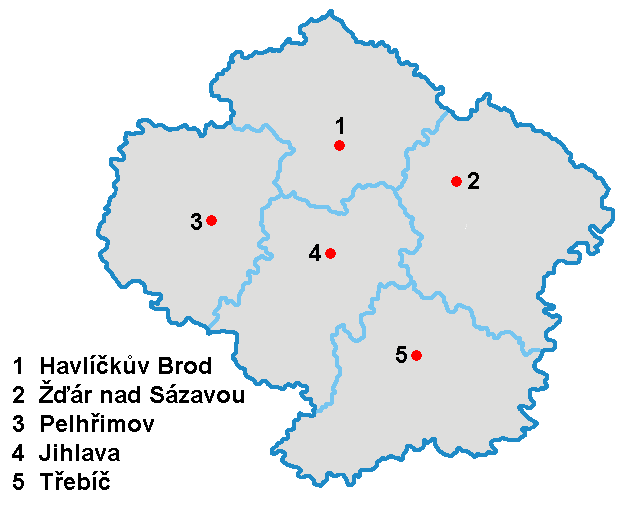
Округи краю Височина 1) Гавличкув-Брод
2) Ждяр-на-Сазавою
3) Пельгржимов
4) Їглава
5) Тршебич

Край Височина поділяється на 5 округів, у яких, своєю чергою налічується 41 муніципальне утворення (община), із них 15 муніципалітетів мають розширені повноваження.
| Округи краю Височина (2011) | Округи краю Височина (2011) | Округи краю Височина (2011) | Округи краю Височина (2011) | Округи краю Височина (2011) |
| Округ                       | Населення, осіб             | Площа, км²                  | Густота, осіб/км²           | Населенні пункти            |
| --------------------------- | --------------------------- | --------------------------- | --------------------------- | --------------------------- |
| Гавличкув-Брод (HB)         | 95 169                      | 1 264,95                    | 75                          | 120                         |
| Ждяр-над-Сазавою (ZR)       | 119 019                     | 1 578,51                    | 75                          | 174                         |
| Їглава (JI)                 | 112 222                     | 1 199,32                    | 94                          | 123                         |
| Пельгржимов (PE)            | 72 569                      | 1 290,00                    | 56                          | 120                         |
| Тршебич (TR)                | 113 748                     | 1 463,07                    | 78                          | 167                         |

## Найбільші міста

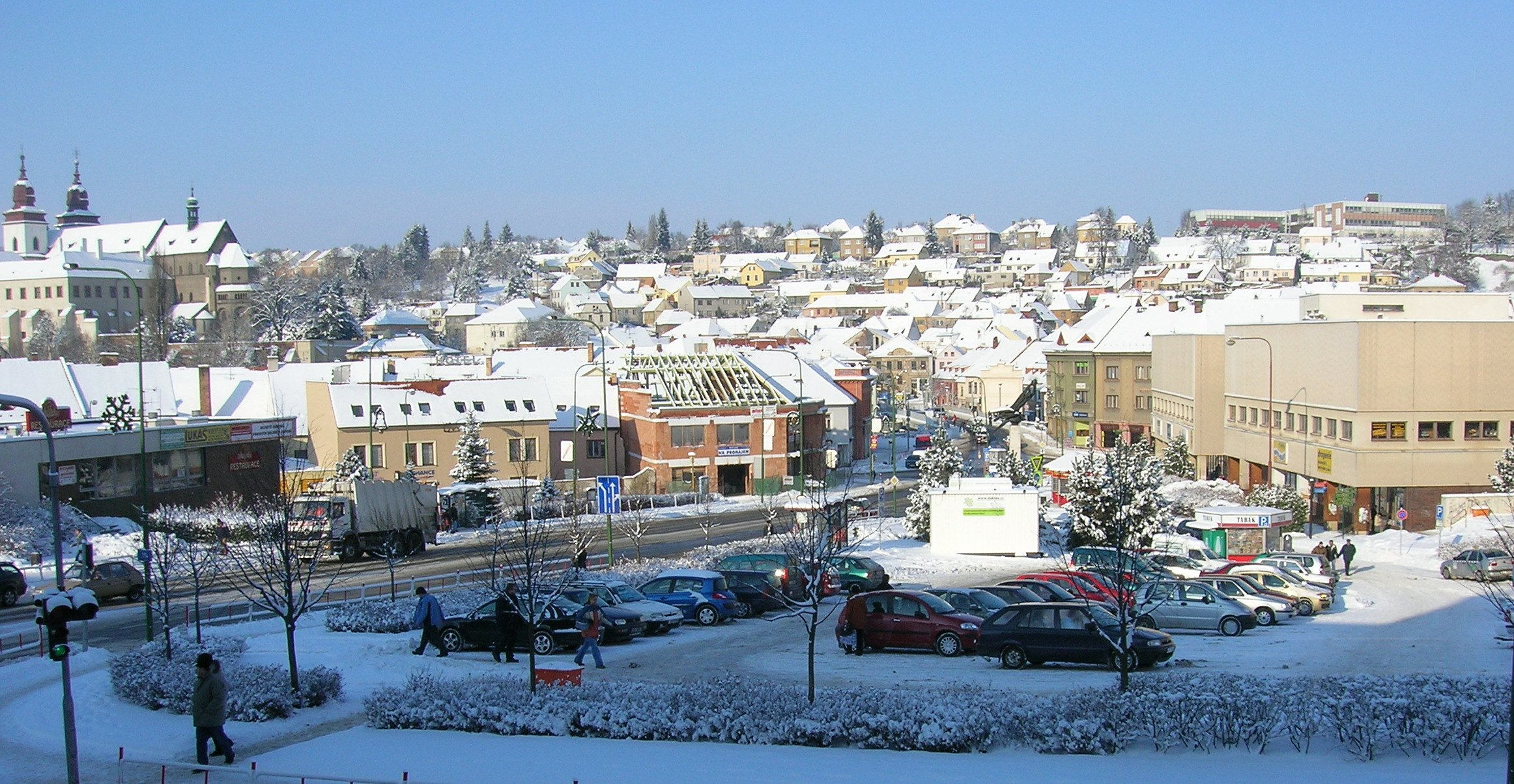
Місто Тршебич узимку

У краї Височина є 42 міста. Найбільші з них названо в таблиці. Дані по чисельності населення міст вказані станом на 26 березня 2011) року.
| Місто            | Населення |  | Місто                      | Населення |
| Їглава           | 50 760    |  | Гумполець                  | 10 966    |
| Тршебич          | 37 781    |  | Нове-Место-на-Мораві       | 10 277    |
| Гавличкув-Брод   | 23 723    |  | Хотеборж                   | 9 552     |
| Ждяр-над-Сазавою | 22 275    |  | Бистршице-над- Пернштейнем | 8 595     |
| Пельгржимов      | 16 339    |  | Моравські Будейовиці       | 7 662     |
| Вельке-Мезиржичі | 11 800    |  | Свєтла-над-Сазавою         | 6 848     |

## Економіка і транспорт

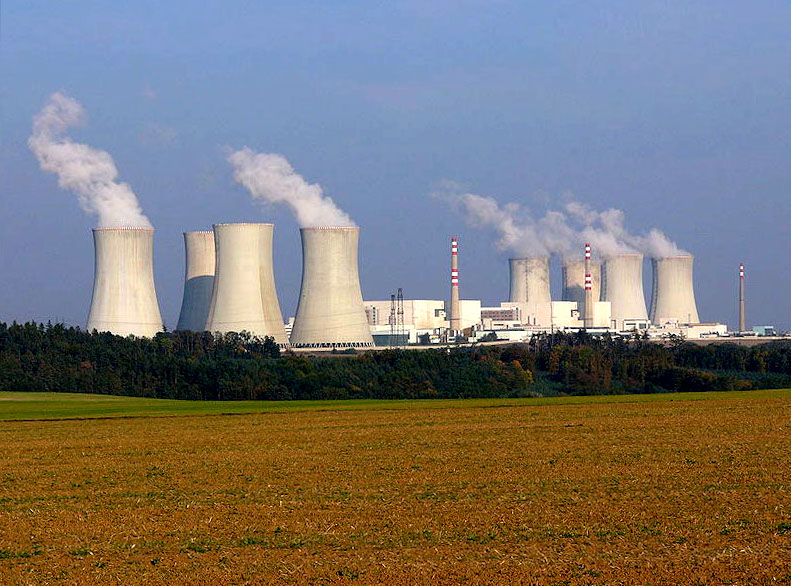
Панорама АЕС Дуковани

У краї розвинута деревообробна, склодувна, машинобудівна, металообробна, текстильна, меблева і харчова промисловості.
У сільському господарстві, високогірні райони краю є винятково сприятливими для виробництва молока, вирощування картоплі та ріпаку. Тут є можливість для розвитку великих лісових господарств.
Середній рівень зареєстрованого безробіття становить 9,44% (2011), середня брутто заробітна плата становить 20 352 чеські крони (2011). ВВП на душу населення становив 270 743 чеські крони (2009).
Поблизу села Дуковани (округ Тршебич) було побудовано і в 1985—1987 роках введено в експлуатацію 4 енергоблоки ВВЕР-440 першої в Чехії АЕС Дуковани, загальною електричною потужністю 1897 МВт.
У регіоні рух автотранспорту здійснюється переважно по автомагістралі D1 за маршрутом Прага — Брно і двох європейських магістралях: E59 (Їглава — Відень — Загреб) і E551 (Чеські Будейовиці — Тршебонь — Гумполець).